# Tonka
Tonka es una comuna o municipio del círculo de Gundam de la región de Tombuctú, en Malí. En abril de 2009 tenía una población censada de 53 276 habitantes.
Se encuentra ubicada al norte del país y al oeste de la región de Tombuctú, en la zona de la sabana inundada del delta interior del Níger-Bani, junto a la frontera con Mauritania.